# Временска прогноза
Временска прогноза представља предвиђање промене атмосферских прилика на одређеном простору, у току неког временског периода. Основни чиниоци који означавају стање атмосфере на неком подручју (Време у метеоролошком смислу) су: температура, влажност ваздуха и падавине, атмосферски притисак, брзина и правац ветра. Од ових основних чиниоца зависе и остали као што су нпр. облачност, атмосферско загађење и сл.
На основу временског периода за који се ради прогноза може бити краткорочна и дугорочна. Краткорочне временске прогнозе су прецизније, док су дугорочне мање прецизне.